# هيلين هيومز
هيلين هيومز (بالإنجليزية: Helen Humes)‏ هي ملحنة وعازفة الجاز ومغنية أمريكية، ولدت في 23 يونيو 1913 في لويفيل في الولايات المتحدة، وتوفيت في 9 سبتمبر 1981 في سانتا مونيكا في الولايات المتحدة بسبب سرطان.

## وصلات خارجية
- هيلين هيومز على موقع IMDb (الإنجليزية)
- هيلين هيومز على موقع ميوزك برينز (الإنجليزية)
- هيلين هيومز على موقع أول ميوزيك (الإنجليزية)
- هيلين هيومز على موقع ديسكوغز (الإنجليزية)